# Westernguitar
En westernguitar er en akustisk guitar med stålstrenge. Den er fremstillet på en sådan måde at den giver så meget lyd som muligt. Der er flere faktorer der spiller ind i forhold til lyden. Heraf er træsorten som guitaren er bygget, afstivningen samt selvfølgelig størrelsen på selve kassen, nok de vigtigste faktorer.
Dens egentlige amerikanske navn er jumbo guitar, den blev opfundet i 1920'ernes USA, hvor man brugte guitarer med stålstrenge til at underholde ved forskellige lejligheder. Ordet westernguitar er en kontinentaleuropæisk betegnelse. Den blev hurtigt det foretrukne instrument i country og blues sammenhænge og senere i akustisk rock, netop fordi den har en karrakteristisk klar lyd og meget volume.
En særlig fin model er Martin, der er populær blandt bluegrassguitarister.
En westernguitar er tillige kendetegnet ved, at overgangen fra guitarens krop til halsen ikke sker ved 12. bånd (strengenes "midte") som på en klassisk guitar, men derimod ved det 14. bånd.